# بخش امرلی
بخش امرلی (به انگلیسی: Amreli district) یک سکونتگاه مسکونی در هند است که در گجرات واقع شده‌است.

## خصوصیات
بخش امرلی ۱٬۵۱۳٬۶۱۴ نفر جمعیت دارد.